# Dragón Rojo Jr.
Dragón Rojo Jr., né le 3 novembre 1982, est un catcheur mexicain professionnel, actuellement sous contrat avec la Consejo Mundial de Lucha Libre.

## Carrière

### Consejo Mundial de Luncha Libre
En janvier 2011, il fait ses débuts au Japon pour prendre part à la tournée Fantastica Mania 2011, co-promu par la Consejo Mundial de Lucha Libre (CMLL) et la New Japan Pro-Wrestling (NJPW) à Tokyo. Le 18 novembre, il bat Jushin Liger et remporte le championnat poids moyen de la CMLL, devenant ainsi un double champion.
Le 28 septembre 2012, lors de CMLL Super Viernes, il bat le représentant de la NJPW Prince Devitt et remporte le NWA World Historic Middleweight Championship, devenant ainsi un double Middleweight Champion,.

## Palmarès
- Consejo Mundial de Lucha Libre
  - 1 fois CMLL World Middleweight Championship
  - 1 fois CMLL World Tag Team Championship avec Último Guerrero
  - 1 fois Mexican National Trios Championship avec Sangre Azteca et Black Warrior
  - 1 fois NWA World Historic Middleweight Championship
  - La Copa Junior (2010)
  - Torneo Gran Alternativa (2008) avec Último Guerrero
  - CMLL "Revelation" of the year: 2009

- Desastre Total Ultraviolento/DTU Lucha Profesional Mexicana
  - 1 fois DTU Tag Team Championship avec Pólvora (actuel)

### Récompenses des magazines
- Pro Wrestling Illustrated

| Année | 2010 | 2011 | 2012 | 2013 | 2014 | 2015       | 2016 | 2017 | 2018 à 2021 | 2022 | 2023 |
| Rang  | 323  | 253  | 217  | 284  | 138  | Non-classé | 188  | 316  | Non-classé  | 457  | 83   |